# コスモプロモーション
株式会社コスモプロモーション（英: Cosmo Promotion）は、東京都新宿区揚場町に本社を置く日本の企業。海外作品の吹き替え版制作、映画製作や映画配給、およびコンサートプロモーションやテレビ番組の企画などポストプロダクション業務を手掛ける。
1971年の設立当初は有限会社だったが、1990年7月に法人化。日本音声製作者連盟に加盟。

## 概要
吹き替え制作を行っていた有村放送プロモーションを退職した川端ちづると演出家の田島莊三によって設立。
当初はトランスグローバルからの下請けで吹き替え制作をする会社として設立したが後に独立。ムービーテレビジョン（ブロードメディア）配給作品などの日本語版を制作した。

## 所属スタッフ
- 多部博之
- 小嶋尚志
- 本多敬

### 元所属スタッフ
- 田島莊三[6]
- 近藤勝之

## 録音スタジオ
- コスモスタジオ

## 主な吹き替え作品

### 映画
- 怒りの山河
- インフェルノ
- ウェス・クレイヴン's カースド
- エア・バディ2 ※ソフト版
- 怪獣島の秘密
- 風に向って走れ
- カンフーキッド/好小子
- 喜劇王
- キックボクサー
- クレージーモンキー 笑拳 ※日本テレビ版
- 結婚しない女
- コール
- コールド・ブラッド/殺しの紋章
- 子猫になった少年
- コマンドー ※TBS版
- サーカス天国
- ザ・インターネット ※テレビ朝日版
- サスペリア ※テレビ東京版、旧DVD版
- サスペリアPART2 ※ソフト版
- ジュニア ※日本テレビ版
- スター・ウォーズ エピソード4/新たなる希望 ※日本テレビ版1・2
- スター・ウォーズ エピソード5/帝国の逆襲 ※日本テレビ版
- スター・ウォーズ エピソード6/ジェダイの復讐 ※日本テレビ版
- ダイヤモンドの犬たち
- 沈黙の断崖
- 沈黙の追撃
- 沈黙のテロリスト
- 沈黙の標的
- ツイスター ※日本テレビ版
- ディープ・ライジング
- ディープ・ライジング コンクエスト
- デス・ハント
- ドラゴンハート ※日本テレビ版
- ドランクモンキー 酔拳 ※フジテレビ版
- バイオ・インフェルノ
- バイオレント・サタデー
- バック・トゥ・ザ・フューチャー PART3 ※日本テレビ版1
- ハムナプトラ/失われた砂漠の都 ※日本テレビ版
- ハロウィン
- 光る眼 ※テレビ朝日版
- 秘法 睡拳
- 不思議の国のアリス
- フォー・フレンズ/4つの青春
- プテラノドン
- ブラック・ウィドー
- ブルベイカー
- 冒険者たち ※TBS版
- 誇り高き男 ※フジテレビ版2
- 炎のランナー ※TBS版
- 香港発活劇エクスプレス 大福星
- ミッドナイトクロス ※ソフト版
- メイド・イン・ホンコン
- 夜の訪問者 ※日本テレビ版
- ルチオ・フルチのマーダロック
- ローズ

### テレビドラマ
- うわさの刑事 テキーラとボネッティ
- 俺たち賞金稼ぎ!!フォール・ガイ
- トップモデル諜報員 カバー・アップ
- ビバリーヒルズ高校白書

### テレビアニメ（吹き替え）
- 戦え!超ロボット生命体トランスフォーマー
- 戦え!超ロボット生命体トランスフォーマー2010
- 地上最強のエキスパートチーム G.I.ジョー
- MR.MENショー2

### 吹き替え以外の作品

#### テレビアニメ
- トランスフォーマー ザ☆ヘッドマスターズ（第36・37話制作）

#### OVA
- 戦え!超ロボット生命体トランスフォーマー スクランブルシティ発動編（音響制作）
- 戦え!超ロボット生命体トランスフォーマー 英雄伝説編（制作）